# Vieru
Vieru – wieś w Rumunii, w okręgu Giurgiu, w gminie Putineiu. W 2011 roku liczyła 720 mieszkańców.